# Pekarová
Pekarová (1067 m) – szczyt w Wielkiej Fatrze na Słowacji. Wznosi się nad wsią Folkušová i jest zakończeniem północno-wschodniego grzbietu odchodzącego od niższego wierzchołka Suchego Wierchu. Grzbiet ten oddziela Necpalską dolinę od Gaderskiej doliny i jej górnej części – Dedošowej doliny. Północno-zachodnie zbocza Pekarovej opadają na Kotlinę Turczańską, południowo-wschodnie do dna Gaderskiej doliny. Południowo-zachodni grzbiet opada w kierunku grzbietu Plešovica i znajdują się na nim ruiny Zamku Blatnica (Blatnický hrad).
Pekarová zbudowana jest ze skał wapiennych. Jest porośnięta lasem, ale są w nim liczne wapienne skały i ściany. Skalista jest również górna część grzbietu południowo-zachodniego. Cały masyw znajduje się na obszarze Parku Narodowego Wielka Fatra i nie prowadzi przez niego żaden szlak turystyczny.

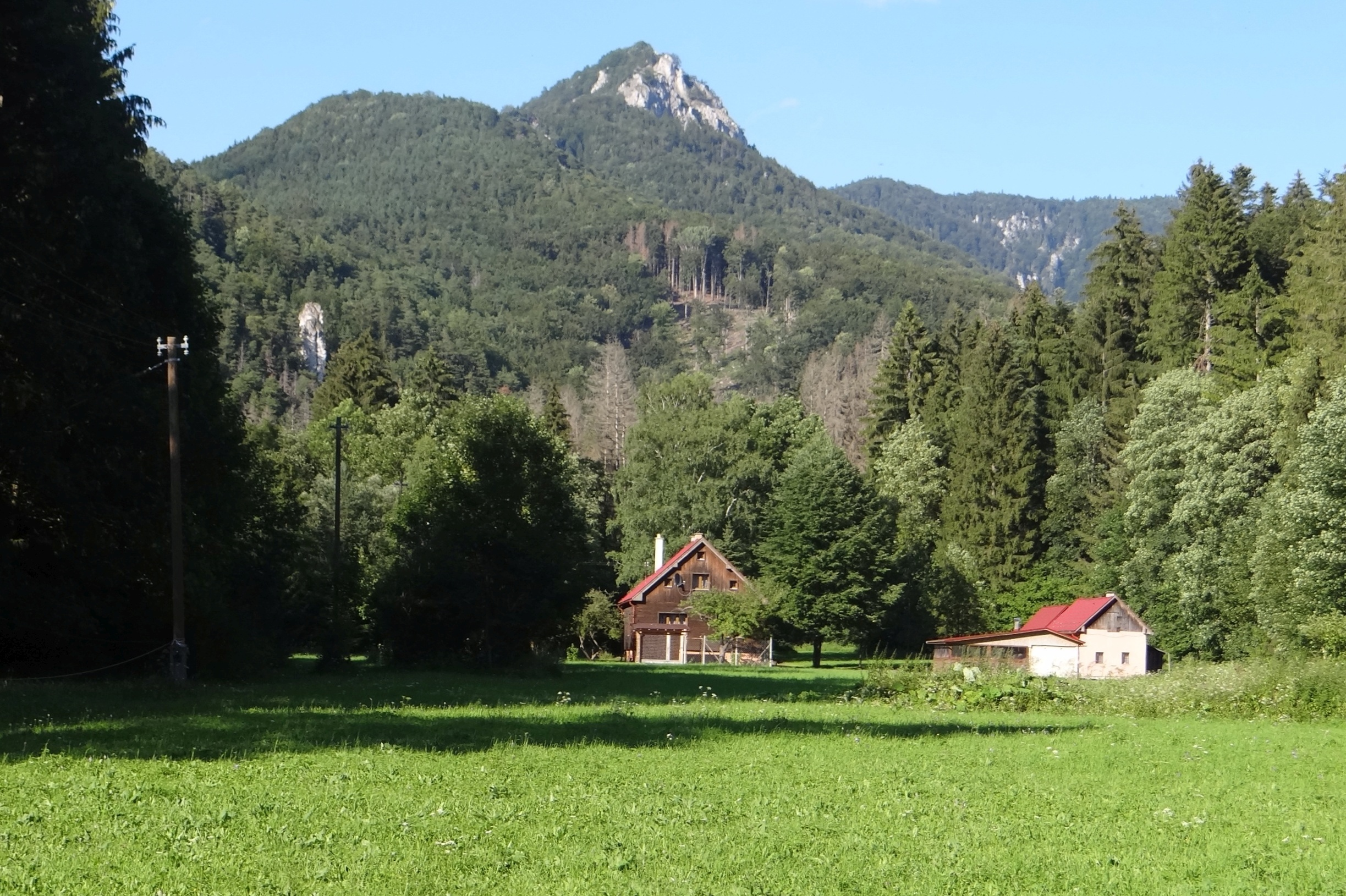
Widok na szczyt Pekarovej z dna Gaderskiej doliny